# Albinea
Albinea (emilián nyelven Albinèa vagy La Fôla) település Olaszországban, Emilia-Romagna régióban, Reggio Emilia megyében. Lakosainak száma 8817 fő (2023. január 1.). Albinea Quattro Castella, Scandiano, Viano, Vezzano sul Crostolo és Reggio Emilia községekkel határos.

## Népesség
A település népessége az elmúlt években az alábbi módon változott:
| Lakosok száma | 8821 | 8830 | 8817 |
|               | 2017 | 2018 | 2023 |